# أدينا (اسم)
أدينا Adina هو اسم أنثوي. وقد ذكر أيضاً في العهد القديم. ومعناه وديع ونبيل.

## أشخاص بهذا الاسم
- أدينا أنطون: لاعبة قفز طويل.